# Noelia Vera Ruiz-Herrera
Noelia Vera Ruíz-Herrera (Cadis, 27 d'octubre de 1985) és una periodista i política espanyola de Podem . Des de gener de 2016 és diputada en el Congrés dels Diputats en la XI legislatura d'Espanya i la XII en el Grup Parlamentari Podem - En Comú Podem - En Marea.

## Biografia
Va néixer a Cadis i es va criar a El Puerto de Santa María. És llicenciada en periodisme per la Universitat Complutense de Madrid  i màster en Periodisme Agència EFE, Universitat Rei Joan Carles.
Va iniciar la seva carrera professional en CNN+ i Cuatro com a responsable de contingut web el 2007 i mesos més tard va treballar en el Diario de Cádiz. el 2008 va treballar en la secció de cultura dels serveis informatius de Telemadrid i l'any 2009 va realitzar pràctiques com a corresponsal en la Agència EFE de Buenos Aires. El 2011 va treballar en comunicació digital en el projecte de Guadalinfo. L'any següent va assumir la direcció] d'Agora News Latinoamérica i va ser fundadora de la delegació a Colòmbia. Un any més tard va treballar a l'ajuntament major de Bogotà a Colòmbia com a cap de premsa de la cinemateca, planetari i d'altres entitats municipals. També va ser membre fundadora de Hemisferio Zero, un web d'informació internacional i drets humans on treballen periodistes, historiadors i comunicadors audiovisuals amb seu a Madrid amb corresponsalies a Mèxic, a El Salvador, Colòmbia i el Senegal i amb col·laboradors amb presència en Turquia, Síria i els Balcans.
De 2013 a 2014 va ser col·laboradora del bloc Desalabre: periodismo y Derechos Humanos d'eldiario.es. Al febrer de 2014 va ser responsable de redacció i posteriorment va assumir la presentació de la tertúlia de La Tuerka.

### Trajectòria política
Al 2015 Podem va anunciar que Noelia Vera encapçalaria la llista de les eleccions legislatives per la província de Cadis. Al desembre de 2015 va aconseguir un escó com diputada al Congrés en la XI legislatura. Va ser reelegida en la XII legislatura. Ara com ara és portaveu del grup en la Comissió de Control Parlamentari de la Corporació RTVE i les seves Societats.
Al 2017 en la reunió de Vistalegre II va aconseguir el 30.30% dels punts quedant en el lloc número 12. Va participar en la llista liderada per Pablo Iglesias Podem Para Todas.